# L'Officina Film Club
L'Officina Film Club, la cui originale denominazione era L'Officina Filmclub, è un'associazione culturale nata nel 1976 che rappresenta uno dei centri della diffusione culturale cinematografica della città di Roma. È inoltre specializzata nelle ricerche in archivi televisivi.

## Storia
Fondata nel 1976 da Ciro Giorgini, Paolo Luciani, Cristina Torelli, Fabrizio Grana e Fulvio Wetzl, l'associazione Officina Filmclub ha inizialmente come base la sala romana di via Benaco, e ne cura la programmazione come cineclub fino al 1984.
Dalla fine degli anni settanta l'associazione comincia a proporre proiezioni di film sui luoghi in cui erano stati girati, realizzando in seguito numerose rassegne, spesso all'aperto e itineranti, sia in Italia che all'estero, come Cinema di raccordo, Passeggiate romane o l'Aniene FIlm Festival. Entra inoltre a far parte dell'Estate Romana con programmazioni come il "cinema sulle dune" di Castelporziano.
Collabora inoltre con istituzioni e festival, curando rassegne in collaborazione con la Cineteca Nazionale, la Mostra internazionale d'arte cinematografica di Venezia, la Cineteca Italiana.
Nel 2002 cambia denominazione nell'attuale Officina Film Club.
Nel 2012, insieme con Rai Movie, produce li film di montaggio Ciao Renato!, dedicato alla figura di Renato Nicolini.